# Callum McDougall
Callum McDougall (* 20. Jahrhundert) ist ein Filmproduzent und im Bereich der Filmproduktionsleitung tätig.

## Leben
McDougall verließ im Alter von 16 Jahren die Schule, um im Filmgeschäft tätig zu sein. Seine erste Anstellung war die eines Production runner bei der Produktion von Rising Damp, der 1980 veröffentlicht wurde. In den folgenden Jahren war er als Produktionsassistent tätig und wandte sich der Regiearbeit als Regieassistent zu, zunächst ab 1982 als dritter Regieassistent, seit Mitte der 1980er Jahre bis ins Jahr 2000 als zweiter Regieassistent. In den frühen 1990er Jahren kam der Bereich Film- bzw. Fernsehproduktionsleitung hinzu, wo er zunächst als Unit Manager, später als Unit Production Manager tätig wurde.
Beginnend mit James Bond 007 – Der Hauch des Todes aus dem Jahr 1986 ist er regelmäßig an James-Bond-Filmen beteiligt, seit den 2000er Jahren auch als Executive Producer. Das B-Team: Beschränkt und auf Bewährung, 2001 veröffentlicht, war sein erster Film als eigenständiger Produzent.
Für 1917 wurde McDougall 2020 gemeinsam mit Sam Mendes, Pippa Harris und Jayne-Ann Tenggren für den Oscar in der Kategorie Bester Film nominiert. Für diesen Film gewannen sie im gleichen Jahr den Producers Guild of America Award.

## Filmografie (Produzent, Auswahl)
- 2001: Das B-Team: Beschränkt und auf Bewährung (The Parole Officer)
- 2014: Into the Woods
- 2019: 1917